# Mroseïta
La mroseïta és un mineral de la classe dels òxids que rep el seu nom de la mineralogista Mary Emma Mrose (1910-2003) del Servei Geològic dels Estats Units.

## Característiques
La mroseïta és un òxid de fórmula química CaTe4+O₂(CO₃). Cristal·litza en el sistema ortoròmbic en cristalls molt petits pocs desenvolupats en {001}, amb un allargament paral·lel a [001] i amb una estructura radiant, típicament massius. La seva duresa a l'escala de Mohs és 4.
Segons la classificació de Nickel-Strunz, la mroseïta pertany a «04.JL - Tel·lurits amb anions addicionals, sense H₂O» juntament amb els següents minerals: rodalquilarita, mackayita, pingguïta, tlapallita i girdita.

## Formació i jaciments
La mroseïta és un mineral molt rar que ha estat trobat a dipòsits hidrotermal d'or i tel·luri.
Va ser descoberta a la mina Bambolla, a 12 km al sud de Moctezuma (Sonora, Mèxic). També ha estat trobada a Tombstone, comtat de Cochise (Arizona, Estats Units).
Ha estat trobada associada a altres minerals com: spiroffita, tel·luri natiu, tel·lurita, denningita, zemannita, quars (Moctezuma); oboyerita, choloalita i or natiu (Tombstone).